# Montserrat Ballarín
Montserrat del Pilar Ballarín del Valle (Punta Arenas, 15 de agosto de 1986) es una actriz chilena de televisión, conocida por actuar en las teleseries Pituca sin lucas, Pobre gallo, Tranquilo papá, Isla Paraíso y Pobre novio del canal Mega.

## Carrera
Nació en Punta Arenas en 1986. Cursó la educación básica y media en el colegio privado The British School, en su ciudad natal. En The British School fue compañera de curso de Gabriel Boric, Presidente de la República de Chile entre 2022 a la actualidad, con quien mantiene una cercana amistad desde la adolescencia. Posteriormente, estudió teatro en la Pontificia Universidad Católica de Chile, egresando en 2013.
Debutó como actriz en 2014, en la telenovela Pituca sin lucas de Mega, canal donde ha realizado toda su carrera televisiva. Sus siguientes trabajos fueron Pobre gallo, Tranquilo papá e Isla Paraíso.
En 2014 fue parte de la película Desastres naturales de Bernardo Quesney. En ella actuó junto a Ana Reeves, Catalina Saavedra, Paola Lattus, Amparo Noguera y Sebastián Ayala.

## Vida personal
Desde 2017 hasta 2022 estuvo en una relación con el también actor Francisco "Chapu" Puelles, a quien conoció en las grabaciones de Pituca sin lucas. En marzo de 2020 confirmaron que esperan su primer hijo, Silvestre, quien nació en julio de 2020. La relación finalizó a mediados de 2022.
Actualmente se encuentra en pareja con Matías Bocho Schulze, integrante del grupo chileno Hotel Julieta.

## Filmografía
| Año       | Título             | Papel                  | Ref.                        |
| --------- | ------------------ | ---------------------- | --------------------------- |
| 2014-2015 | Pituca sin lucas   | María Jesús Risopatrón | Elenco principal            |
| 2016      | Pobre gallo        | Camila Pérez de Castro | Elenco principal            |
| 2017-2018 | Tranquilo papá     | Cinthia Morales        | Elenco principal            |
| 2018-2019 | Isla Paraíso       | Sofía Stolzenbach      | Elenco principal            |
| 2021-2022 | #PobreNovio        | Francisca Thompson     | Protagonista; 172 episodios |
| 2023-2024 | Como la vida misma | Romina Yañez           | 40 episodios                |

| Año  | Título                          | Personaje  |
| ---- | ------------------------------- | ---------- |
| 2015 | El bosque de Karadima: la serie | María José |

| Año  | Título                | Personaje  |
| ---- | --------------------- | ---------- |
| 2014 | Desastres naturales   | Cesarea    |
| 2015 | El bosque de Karadima | María José |

## Vídeos musicales
| Año  | Título         | Artista            | Dirección     |
| ---- | -------------- | ------------------ | ------------- |
| 2022 | Cumbia Perdida | Adri Stuven & Rulo | Diego Delanoe |